# John Turturro
John Michael Turturro (Brooklyn, Nueva York; 28 de febrero de 1957) es un actor y director estadounidense. Su carrera abarca cinco décadas durante las cuales ha actuado en más de cien películas en roles cómicos y dramáticos, además ha trabajado ocasionalmente en el teatro y la televisión y dirigido seis largometrajes. Ha recibido diversos premios y nominaciones por su trabajo tanto delante como detrás de cámaras y es considerado una figura importante del cine independiente por su extensa trayectoria en filmes alejados del circuito comercial.
Después de debutar en el cine de la mano de Martin Scorsese con un breve papel en Toro salvaje (1980), se destacó interpretando personajes protagonistas y secundarios en cintas como Desperately Seeking Susan (1985), Five Corners (1987), Do the Right Thing (1989), Miller's Crossing (1990), Barton Fink (1991), Quiz Show: El dilema (1994), Box of Moonlight (1996), El gran Lebowski (1998), O Brother, Where Art Thou? (2000) y La ventana secreta (2004). Por su actuación en Barton Fink, Turturro fue acreedor del premio del Festival de Cannes al mejor actor y el premio David di Donatello al mejor actor extranjero. Durante su carrera posterior, tuvo papeles en superproducciones como Collateral Damage (2002), The Taking of Pelham 123 (2009), comedias junto a Adam Sandler, cuatro entregas de la saga Transformers (2007-2017) y The Batman (2022). Asimismo, ha participado en algunas producciones de cine italiano como Mia madre (2015) de Nanni Moretti. Cuenta con varias colaboraciones con cineastas como Spike Lee y los hermanos Coen. Con menor frecuencia, ha participado como intérprete también en la televisión; en 2004 se llevó el Premio Primetime Emmy al mejor actor invitado por su papel en Monk, y ha protagonizando otras series como The Bronx Is Burning (2007), The Night Of (2016) y The Name of the Rose (2019).
Además de actuar, se ha desempeñado como escritor y director en el cine y el teatro. Su primer largometraje, un drama basado en la vida de su padre, se llamó Mac (1992) y recibió elogios por parte de la crítica. Otros de sus trabajos como realizador son la comedia musical Romance & Cigarettes (2005), el documental sobre la música napolitana Passione (2010) y la comedia coprotagonizada por Woody Allen, Fading Gigolo (2013). En el año 2011 debutó como director en Broadway con la obra original Relatively Speaking. Su experiencia en la dirección le ha valido reconocimientos en los festivales de Cannes, Sundance y Venecia.

## Primeros años
Turturro, el segundo de tres hermanos, nació en Brooklyn, Nueva York, el 28 de febrero de 1957, en una familia católica de clase obrera y origen italiano. Su padre, Nicola, era un obrero y carpintero que emigró desde la comuna de Giovinazzo, Puglia, a Estados Unidos a los seis años de edad y luchó como marino en el Día D; falleció en 1988 como consecuencia de un cáncer. Su madre Katherine —cuyo apellido de soltera era Inzerillo— era una cantante de jazz amateur y modista que trabajó en la Marina durante la Segunda Guerra Mundial; nació en Estados Unidos y sus padres eran originarios de Palermo y Aragona, Sicilia. John Turturro fue nombrado en honor a su abuelo materno, Giovanni.
Pasó los primeros seis años de su vida en el barrio de Hollis en Queens, hasta que la familia se mudó al barrio de Rosedale. La pequeña casa estaba ubicada en los alrededores del Aeropuerto JFK, tan cerca que los aviones pasaban «tan bajo y tan fuerte que no podías escuchar tu propia voz. La casa se sacudía», recordó Turturro, quien compartía una habitación con sus hermanos Ralph y Nicholas, «nunca tuve la mía propia hasta los veintidós años», declaró. Creció mirando boxeo y viejas películas en televisión, y fue en gran parte inspirado por Burt Lancaster, Kirk Douglas, Edward G. Robinson y James Bond. Comenzó a interesarse por la actuación alrededor de los ocho años de edad, desde entonces desarrolló su habilidad para imitar personajes, escribir y actuar en sketches para fiestas del vecindario, alentado por una familia animada y extrovertida. Tiempo después, a sus diez años de edad, comenzó a trabajar durante los veranos en la construcción acompañando a su padre. No obstante, su padre era una figura de carácter difícil y amenazante, incluso podía llegar a golpear a su esposa: «no mucho, pero sucedió», afirmó Turturro.
Los Turturro vivían en una zona mayoritariamente habitada por negros y la misma situación se repetía en la secundaria a la que asistía junto a sus hermanos, a menudo viviendo situaciones de discriminación racial. Durante su juventud, desarrolló una doble pasión por el boxeo y el baloncesto —al que incluso consideró dedicarse profesionalmente— sin embargo, a los catorce años de edad, una fractura en una de sus piernas lo mantuvo inactivo durante casi un año, tiempo que aprovechó para escribir sus propias obras. Una vez recuperado volvió a dedicarse a los deportes al mismo tiempo que continuó su interés por la actuación, pero terminó de descartar los deportes como un medio de vida después de sufrir una nueva fractura —esta vez en la mano—. Con diecisiete años de edad inició sus estudios de actuación y fue en la secundaria donde empezó a actuar en pequeñas obras de teatro y hacer imitaciones en pequeños clubs del barrio. Mientras tanto, trabajaba como lavaplatos en un local de sándwiches llamado Jim & Eddie's, su primer trabajo independiente de la familia. Aunque su padre prefería que se dedicara a la arquitectura, su madre apoyaba firmemente sus aspiraciones como actor. Durante un tiempo formó parte de un grupo de música blues llamado Psychedelic Element.

### Formación actoral
Una vez que terminó la secundaria en Queens, Turturro asistió a la Universidad Estatal de Nueva York (SUNY) en New Paltz, donde estudió actuación y se graduó en 1978 obteniendo un Bachelor of Science. Durante su paso por la universidad interpretó varias obras, incluyendo Retorno al hogar de Harold Pinter y One Flew Over the Cuckoo's Nest, personificando al «Jefe» Bromden, según él, su primer «trabajo serio». Sin embargo, después de graduarse, se alejó de la actuación: «No tenía la confianza para golpear las puertas que debía golpear», comentó Turturro, que se terminó dedicando a enseñar historia durante un año en una secundaria de Harlem. Al poco tiempo volvió a actuar, realizó producciones off-off-Broadway en salones alquilados del Westbeth Theater junto a uno de sus amigos de la universidad, Michael Badalucco, mientras que para ganarse la vida, trabajó como constructor, carpintero y atendió un bar ubicado en el barrio Upper East Side de Manhattan.
En 1980, Turturro consiguió una beca para estudiar en la prestigiosa Yale School of Drama de Connecticut, donde cursó hasta 1983 y obtuvo un Máster en Bellas Artes. Para subsistir económicamente durante su época en Yale, trabajaba en un empleo de medio tiempo como lavaplatos. Como estudiante en Yale coincidió con actores como James Earl Jones, con quien trabajó en más de una producción de esa institución, y Frances McDormand, futura esposa de Joel Coen. Su paso por Yale le proporcionó varias experiencias como actor en obras de esa institución, entre ellas Cuento de invierno de William Shakespeare, Mientras agonizo de William Faulkner y Baal de Bertolt Brecht, entre otras. También tomó clases de actuación en el estudio de artistas del Carnegie Hall, donde tuvo como profesor a Robert X. Modica, quien se volvió un mentor y referente para Turturro.

## Carrera como actor

### Década de 1980
En 1980 hizo su primera incursión en el cine, con una sola línea —«Hi, Jake»— en una escena de Toro salvaje de Martin Scorsese. En ese entonces, Turturro se encontraba trabajando en la obra The Tooth of Crime de Sam Shepard, cuando Robert De Niro asistió a una de las funciones y lo convocó a él y a Michael Badalucco para hacer su primer casting profesional. A pesar de que el proyecto todavía no tenía guion, Turturro y Badalucco ensayaron intensamente una escena de tres páginas del libro de Jake LaMotta: 

Cuando llegó el momento de hacer la escena frente a ellos, recuerdo que Scorsese no quería que la hiciésemos: «¿Qué escena? Ni siquiera tenemos un guion». Pero les gustó y nos volvieron a llamar. Audicioné durante meses. Finalmente nos dijeron que éramos muy jóvenes, pero conseguimos una línea cada uno.

Tras graduarse en Yale, su carrera actoral continuó con la obra Danny and the Deep Blue Sea de John Patrick Shanley en un teatro de Connecticut, y más tarde volvió a aparecer en versiones experimentales de la misma en el New Play Festival de Louisville y en Nueva York. Su intervención en Danny and the Deep Blue Sea tuvo un buen recibimiento; en su reseña de la obra, The New York Times describió a Turturro como «un extraordinario principiante» y finalmente el actor ganó los premios Obie y Theatre World, en 1984 y 1985 respectivamente. En 1984, debutó en Broadway con La muerte de un viajante, haciendo reemplazos para tres de los papeles. Simultáneamente, hizo su primera incursión en la televisión interpretando a un proxeneta en un episodio de la serie Miami Vice emitido en 1985. 
Cuatro años después de su debut bajo la dirección de Scorsese, Turturro volvió a aparecer en el cine con breves papeles en The Flamingo Kid (1984), Desperately Seeking Susan (1985), To Live and Die in L.A. (1985), Hannah y sus hermanas (1986), El color del dinero (1986) y un papel importante en El siciliano (1987). En 1987, coprotagonizó Five Corners, una película de bajo presupuesto ambientada en los años 1960 en un barrio del Bronx, donde Turturro interpretó a un exconvicto obsesionado con la protagonista (Jodie Foster). Por este papel, uno de sus «mejores» papeles según él, fue nominado al Independent Spirit Award como mejor actor de reparto.
Gracias a su rol en Five Corners, el director Spike Lee lo incluyó en su próxima producción, Do the Right Thing (1989). «Era un papel grandioso», fue la reacción de Turturro después de recibir el guion de Lee. En Do the Right Thing, interpretó a Pino, un pizzero conflictivo, y compartió escenas con Danny Aiello, quien hizo de su padre, Sal Fragione. Para introducirse en el personaje, trabajó durante una semana en una pizzería: «Si voy a interpretar a alguien necesito entender lo que hacen, porque eso afecta quienes son», dijo Turturro, que debido a su atención hacia los detalles realistas se vio involucrado en algunos conflictos menores con el equipo de producción durante una escena. La película obtuvo nominaciones para los Premios Globo de Oro y Oscar, y marcó el inicio de las colaboraciones entre el actor y Lee. Sus siguientes trabajos juntos fueron Mo' Better Blues (1990), donde la mitad su actuación quedó fuera de la versión final de la película, y su segundo papel importante junto al director, Jungle Fever (1991), donde además Turturro colaboró en el guion: «Fui una especie de escritor fantasma», afirmó.

### Década de 1990
En 1990, apareció en Miller's Crossing, su primer trabajo bajo la dirección de los hermanos Coen, a quienes había conocido a través de su compañera de actuación en Yale, Frances McDormand, a mediados de la década de 1980 en Nueva York. Se trató de una cinta de gánsteres ambientada durante la ley seca, donde interpretó a un apostador judío, un papel escrito por los Coen especialmente para Turturro. El actor basó su personaje en gesticulaciones de su contador, tradujo los diálogos al yidis para conseguir un acento judío y se inspiró en Leopold y Loeb para lograr el aspecto físico. «Es parecido al Doctor Fausto, pero en el idioma de Dashiell Hammett», comentó sobre su personaje. Su trabajo fue elogiado por la crítica; Peter Travers de la Rolling Stone describió su actuación como «brillante» y el periódico The New York Times como «la más interesante del filme». Ese mismo año, tuvo una breve participación en otra película sobre el hampa, State of Grace, protagonizada por Gary Oldman, que fue bien recibida al momento de su estreno. Alrededor de esa época, también fue tenido en cuenta durante el proceso de casting de otra película de gánsteres, El padrino III, para el papel de Joey Zasa, que finalmente fue interpretado por Joe Mantegna.

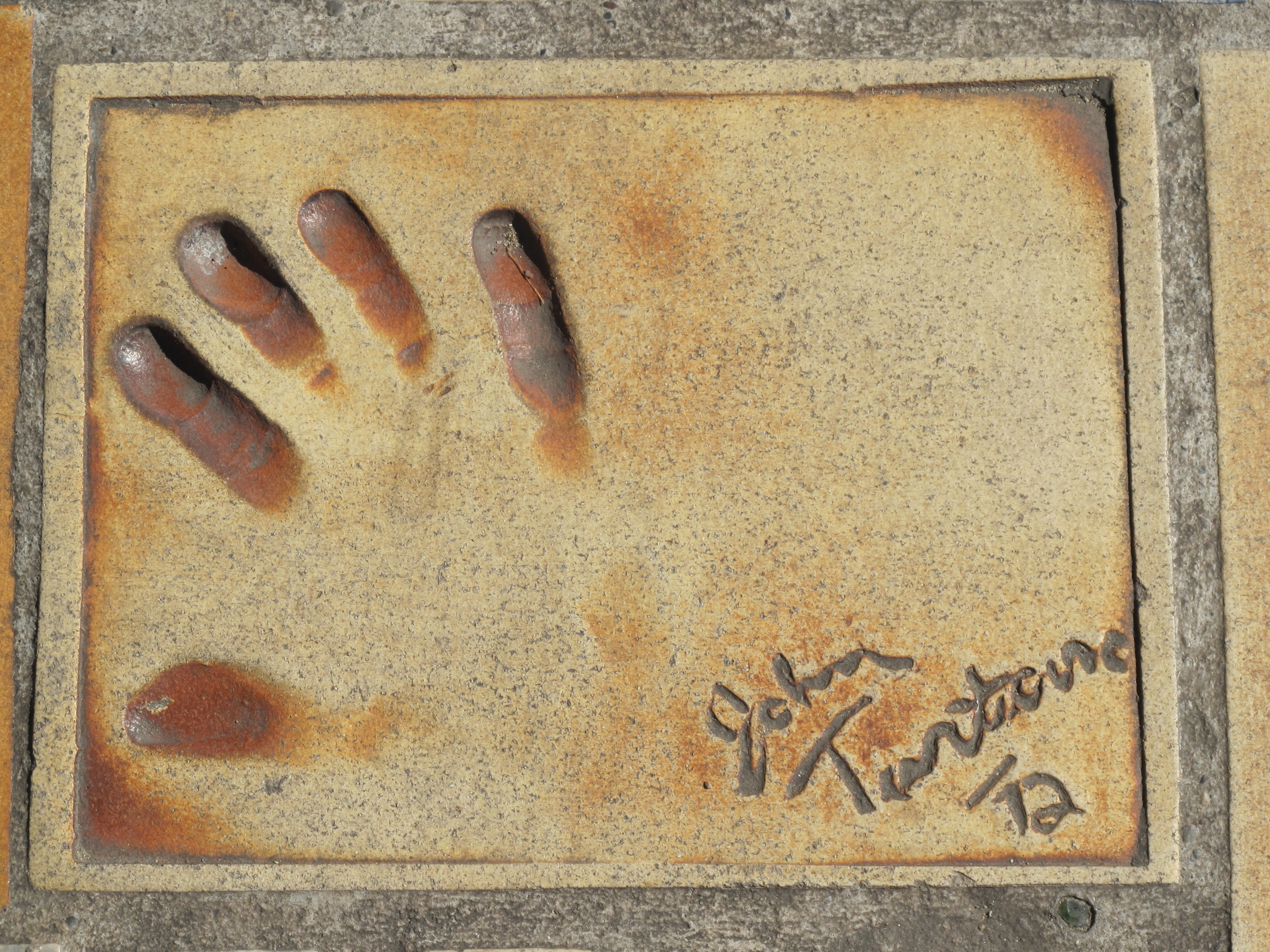
La marca de Turturro en el Camino de la fama de Cannes

Durante la filmación de Miller's Crossing, los hermanos Coen le empezaron a hablar sobre el guion de su próximo proyecto: Barton Fink, una comedia dramática oscura, también escrita por los Coen para él. Turturro interpretó el personaje que le da nombre al filme, Barton Fink, un dramaturgo neoyorquino que viaja a Hollywood donde sufre un estancamiento creativo mientras intenta escribir un guion sobre lucha libre. Para el papel, tomó clases de mecanografía y leyó material literario como Jews Without Money y el diario de Clifford Odets, en quien en parte se basa su personaje. «Interpretar a Barton fue la cosa más difícil que haya tenido que hacer, y la más profunda», declaró el actor en una entrevista posterior a la filmación. «La primera vez que vi la película me horroricé. No estaba acostumbrado a verme en papeles grandes», afirmó. Barton Fink fue un éxito en el Festival de Cannes, donde Turturro se llevó el Premio a la interpretación masculina y fue el rol que le abrió las puertas hacia otros personajes complejos, entre ellos el de Quiz Show y La tregua. Su siguiente trabajo como protagonista fue Brain Donors (1992), una adaptación moderna de Una noche en la ópera de los hermanos Marx. Turturro interpretó a un abogado estafador inspirado en Groucho, según él «uno de los papeles más graciosos» que tuvo en el cine. Sin embargo, la cinta no logró convencer a la crítica.
Tras un rol secundario en el éxito entre los críticos Fearless (1993) de Peter Weir, en 1994 coprotagonizó Quiz Show: El dilema, un drama basado en hechos reales dirigido por Robert Redford y que lo tuvo interpretando a Herb Stempel, protagonista de un escándalo relacionado al arreglo de resultados de un programa televisivo de preguntas y respuestas durante los años 1950. Turturro se reunió con el mismo Herb Stempel para adentrarse en el papel, por el cual al año siguiente recibió nominaciones a los Premios Globo de Oro y SAG como mejor actor de reparto. Del mismo modo, recibió elogios por parte de la crítica; The New York Times escribió que Turturro «se vuelve la figura más magnética de la película», mientras que Entertainment Weekly afirmó que el actor brindó «su actuación más cautivadora» hasta ese momento.
En 1995, protagonizó Unstrung Heroes, bajo la dirección de Diane Keaton, y el telefilme de HBO Sugartime, cuya trama retrata la relación amorosa entre el gánster Sam Giancana y la cantante Phyllis McGuire. Un año más tarde, se estrenó Grace of My Heart, una comedia dramática ambientada en la escena de la música pop de los años 1960 con Turturro encarnando a un productor musical reminiscente de Phil Spector. El mismo año, apareció en Box of Moon Light, donde interpretó al protagonista Al Fountain, un veterano en medio de una crisis que busca liberarse de su monótona vida haciendo un viaje de autodescubrimiento. Aunque el rodaje estuvo acompañado de algunas dificultades, Box of Moon Light significó un cambio en la carrera de Turturro, que hizo un personaje sin relación a ningún estereotipo étnico. El director, Tom DiCillo, que lo seleccionó para el rol basándose en su actuación previa en Quiz Show, declaró:

Es un actor muy fuerte y yo quería conseguir esa fuerza, sin ninguno de esos estrafalarios gestos que hace en algunos de sus papeles. Quería que fuese tan transparente como fuese posible [...] Al Fountain es un tipo muy interesante. Sólo por ser reprimido no deja de ser interesante, y yo sabía que John podía lograr eso.

Uno de los momentos más importantes de su carrera como actor, según él, fue su participación en La tregua (1997), una adaptación filmica realizada por Francesco Rosi de las memorias de Primo Levi, un sobreviviente de Auschwitz que regresa a Italia después de la guerra. Justo antes de empezar a trabajar con Rosi, Turturro recibió una oferta para trabajar en la superproducción Hombres de negro, pero tuvo que rechazarla debido a su compromiso previo con La tregua, cuyo papel le demandó a Turturro perder treinta libras, además de leer los libros de Levi en un periodo de cinco años previos a la filmación. La cinta tuvo una recepción variada por parte de la crítica, algunas de ellas criticando la adaptación del texto a la pantalla grande. No obstante, otras reseñas fueron más benévolas, como por ejemplo la del crítico Stephen Holden del New York Times, quien mencionó que Turturro «da la que podría ser la actuación de su carrera frente a las cámaras». De la misma forma, el director, que lo eligió para el papel después de ver Barton Fink, comentó: «Tiene la capacidad de comunicar el drama y la tragedia, pero también la ironía».
Durante la década de 1990, Turturro se transformó en uno de los actores favoritos de los hermanos Coen; su tercera película juntos fue la comedia El gran Lebowski (1998), donde interpretó al pederasta y jugador de bowling cubano Jesus Quintana, uno de sus papeles más recordados por el público. Nuevamente, los directores escribieron el personaje con Turturro en mente, en parte inspirados en una obra que habían visto en 1987 llamada La Puta Vida, donde el actor también interpretaba a un pederasta. Aunque antes de leer el guion esperaba que su papel fuese más extenso, los Coen le permitieron incorporar ideas propias durante el rodaje. Asimismo, para interpretar su rol, recibió instrucciones del jugador de bowling profesional Barry Asher, junto a sus compañeros de reparto, Jeff Bridges y Steve Buscemi. Una vez estrenada, El gran Lebowski no solo pasó desapercibida, sino que además recibió algunas críticas poco entusiastas, como por ejemplo, la del Toronto Star que decía: «Es difícil creer que éste es el mismo equipo de trabajo que el año pasado ganó un Oscar al mejor guion original por Fargo». Sin embargo con el paso de los años logró cosechar una mayoría de reseñas positivas e incluso se volvió en una película de culto.
En 1998 formó parte del reparto de Rounders, interpretando a Joey Knish, un habilidoso apostador basado en el jugador de poker Joel Rosenberg. El filme, que recibió críticas mixtas al momento de su estreno, se volvió un fenómeno de culto entre los seguidores del poker. Alrededor de la misma época, Stanley Kubrick, que había visto su actuación en La tregua y era un apasionado del trabajo de Primo Levi, le ofreció un papel en Eyes Wide Shut (1999), pero Turturro no pudo aceptarlo al estar ocupado con otros proyectos, entre ellos su segundo largometraje como director, Illuminata. Paralelamente, continuó trabajando en el teatro, destacándose su actuación como Estragon en Esperando a Godot (en 1998), junto a Tony Shalhoub y Christopher Lloyd.

### Década de 2000

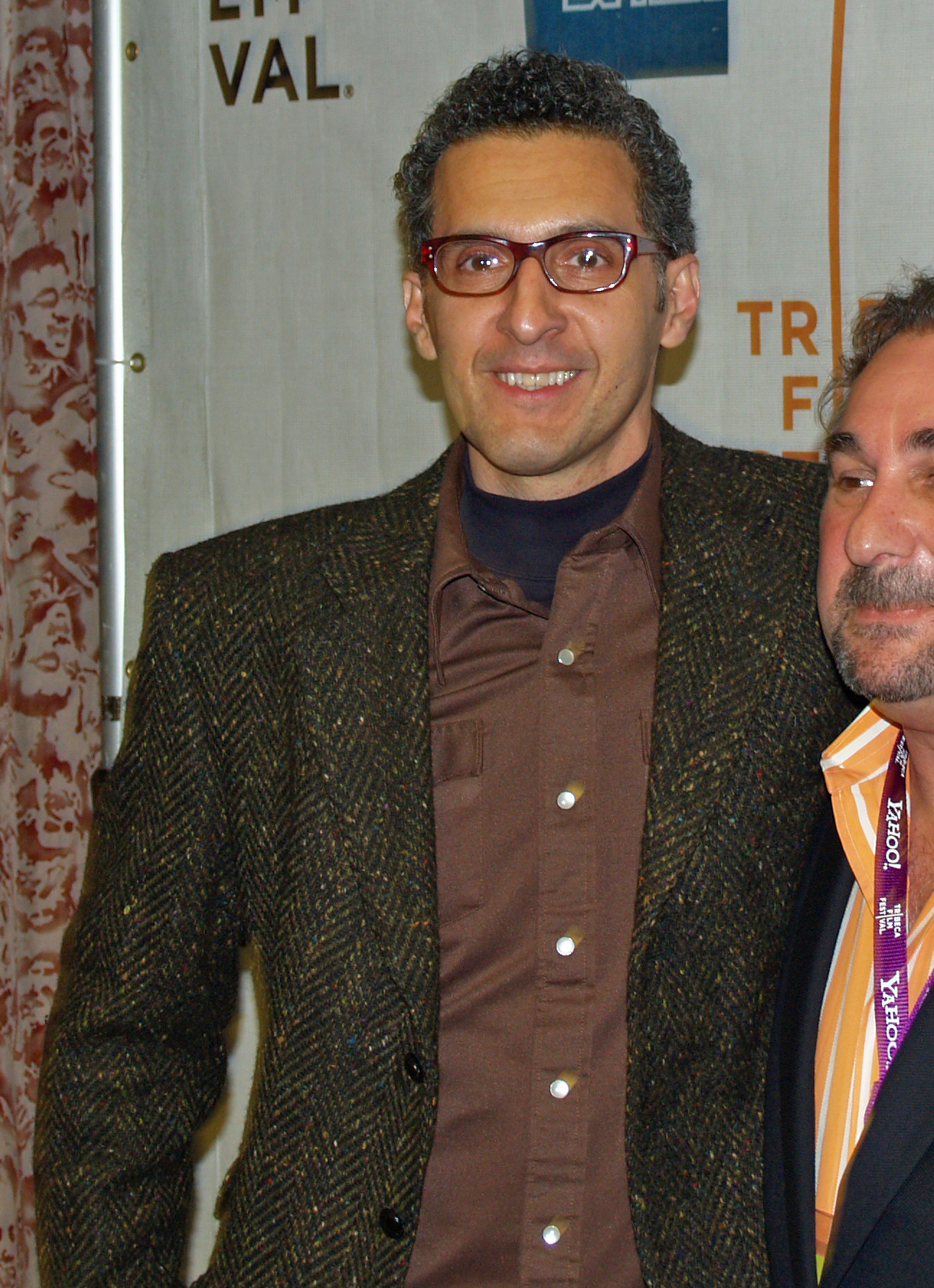
Turturro durante el Festival de cine de Tribeca (26 de abril de 2007)

En el año 2000 recibió un reconocimiento en el Festival de Cine de Taormina por su interpretación de un afamado cantante de ópera en Two Thousand and None. El mismo año protagonizó el drama The Luzhin Defence, interpretando a un Gran Maestro Internacional del ajedrez mentalmente inestable. Dicha película es una adaptación de la novela La defensa del escritor ruso Vladimir Nabokov y el personaje de Turturro está basado en el ajedrecista Curt von Bardeleben. Su cuarto trabajo bajo la dirección de los hermanos Coen fue O Brother, Where Art Thou? (2000), comedia de aventura inspirada vagamente en la Odisea de Homero. Turturro aprendió a tocar la mandolina y estudió grabaciones de personas de Misisipi para trabajar en el acento de su personaje, Pete Hogwallop, un criminal que se fuga de prisión durante la Gran Depresión en Misisipi —junto a George Clooney y Tim Blake Nelson—.
En 2002, apareció en su primera comedia junto a Adam Sandler, a quien había conocido durante su participación en Saturday Night Live en 1994. Se trató de Mr. Deeds, donde interpretó al mayordomo Emilio López, un rol creado —por sugerencia propia— a partir de la fusión de dos personajes menores de la trama. Al año siguiente, volvió a compartir créditos con Sandler, interpretando a Chuck, un paranoico paciente del personaje de Jack Nicholson en Anger Management. Simultáneamente, protagonizó la obra de Broadway Life x 3 (2003) de Yasmina Reza, junto a Helen Hunt, y fue nominado al Premio SAG por encarnar al comentarista deportivo Howard Cosell en el telefilme Monday Night Mayhem. Poco después, se lo volvió ver como protagonista en el thriller psicológico Fear X, donde interpretó a Harry Cain, un guardia de seguridad de un centro comercial que trata de descubrir al asesino de su esposa. «Me gustó porque la idea de la historia era acerca de un hombre sencillo que vive una insoportable y debilitante circunstancia, y nunca llega a saber realmente qué sucede», declaró Turturro. Aunque las críticas de la película fueron variadas, su actuación fue bien recibida; el periódico LA Weekly escribió: «Turturro nunca duda en su compromiso con un papel que lo priva de casi todas sus herramientas actorales. Él mantiene a Fear X fascinante», de igual forma, el New York Daily News mencionó: «Las sutilezas de Turturro mantienen sólida nuestra conexión emocional» y CompuServe agregó: «Turturro se mete por debajo de tu piel».
Al año siguiente, en el thriller psicológico La ventana secreta, interpretó a John Shooter, un extraño de que acusa de plagio al protagonista —interpretado por Johnny Depp— a quien persigue e intimida en busca de «justicia». Turturro decidió aceptar la propuesta de La ventana secreta porque su hijo era un gran fanático de Stephen King, autor de la novela en que se basa el filme. El director de la cinta, David Koepp, comentó: «Ambos, Johnny y John, son muy experimentados; entre ellos deben tener cientos de películas. No necesitamos mucho ensayo. Simplemente los enfrentamos. Ambos son muy receptivos hacia el otro y parecen divertirse mucho. No hice muchas tomas porque son demasiado buenos; tratas rápidamente de conseguir lo que necesitas. Lo divertido es que puedes tirarles ideas sólo para ver qué hacen, sólo por diversión, son actores realmente talentosos». Acerca de su química con Depp, Turturro elogió su trabajo: «Es muy fácil trabajar con Johnny. Es muy generoso. Realmente tiene facilidad para manejar su propia actuación y… hay mucho espacio para hacer lo tuyo y para que él lo reciba y lo devuelva. Es realmente fácil trabajar con él». La película tuvo un éxito moderado en la taquilla estadounidense y, aunque recibió críticas mixtas, la intervención de Turturro fue bien valorada por los Premios Saturn, que lo nominaron en la categoría de mejor actor de reparto.
En 2004, Turturro se llevó el Premio Primetime Emmy al mejor actor invitado en una serie de comedia por su actuación como estrella invitada en la serie de televisión Monk. En total, participó en tres episodios de dicha serie personificando al hermano mayor de Adrian —interpretado por Tony Shalhoub—, Ambrose Monk, quien al igual que su hermano posee sorprendentes habilidades de deducción y memoria, pero desafortunadamente sufre de agorafobia. Su rol ha sido considerado un homenaje a otro personaje, Mycroft Holmes, hermano mayor de Sherlock Holmes.  Posteriormente, comenzó a rodar una cinta de espionaje dirigida por Robert De Niro, El buen pastor, donde interpretó a Ray Brocco, un agente de la CIA. Este trabajo marcó su tercera colaboración con De Niro, un referente de su adolescencia con quien ya había trabajado brevemente en Toro salvaje y A Bronx Tale. Su siguiente papel en el cine fue en Slipstream, debut como director de Anthony Hopkins, donde hizo un papel secundario como un productor de cine.
Tras su buen desempeño en Monk, volvió a la televisión para personificar al mánager de los New York Yankees Billy Martin en la miniserie dramática de ocho episodios The Bronx Is Burning, transmitidos por ESPN durante el año 2007. La actuación de Turturro fue bien recibida por la crítica y fue nominado al Premio del Sindicato de Actores. Asimismo, formó parte del reparto de Transformers de Michael Bay, haciendo del paranoico agente Seymour Simmons, un importante aliado del protagonista Shia LaBeouf. El director había querido trabajar con él desde que vio su actuación en El gran Lebowski, y Turturro aceptó el papel debido a que su hijo mayor insistió en que lo hiciera, incluso antes de leer el guion. Al actor, cuya experiencia previa en blockbusters era limitada, el trabajo le resultó «extraño» al principio, pero luego, comentó: «Comencé a imaginar como si estuviese jugando con mis hijos y se me hizo más fácil» y además, basó su personaje en el propio director. Más adelante, actuó en Margot y la boda, The Taking of Pelham 123 y repitió su papel en la segunda y tercera parte de la saga Transformers.

### Década de 2010

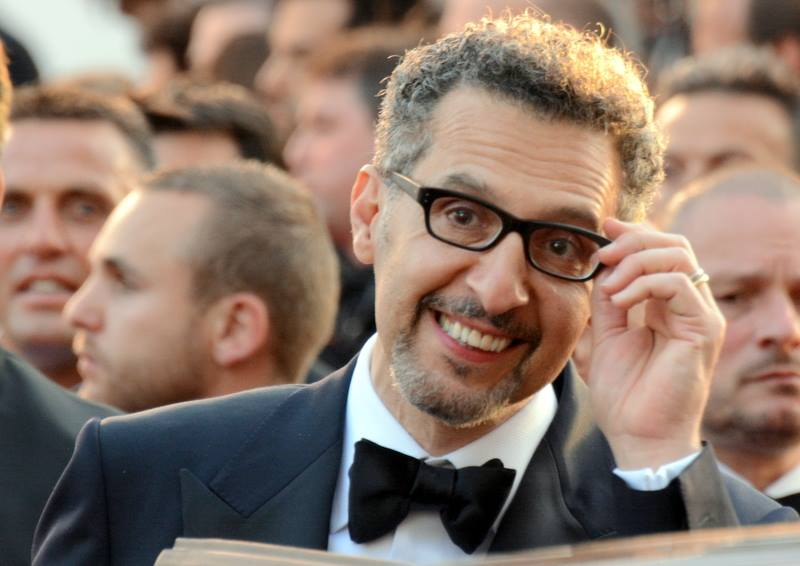
Turturro en el Festival de Cannes, durante la presentación de Mia madre en 2015.

En 2011 llegó a los cines Cars 2, cinta animada de Pixar donde Turturro hizo la voz de Francesco Bernoulli, un automóvil de carreras italiano rival del protagonista, personaje que volvió a interpretar en el videojuego basado en la película. Durante la escritura y el desarrollo de Bernoulli, este le recordó al equipo el personaje de Turturro en El gran Lebowski, lo que influenció la decisión final de incluir al mismo actor para prestar su voz al personaje.
Después de personificar al faraón egipcio Seti I en Exodus: Gods and Kings (2014) de Ridley Scott, volvió al cine italiano en 2015 con dos producciones: Tempo instabile con probabili schiarite y Mia madre. Turturro y el director de Mia madre, Nanni Moretti, se conocieron en el Festival de Cannes de 1992, se mantuvieron en contacto y más tarde estuvo cerca de conseguir un papel en Habemus Papam, anterior trabajo de Moretti. En Mia madre, hizo de un neurótico actor estadounidense que trabaja en una película italiana; para el personaje, aprendió sus diálogos tanto en inglés como en italiano, y en la cinta alternó ambos idiomas. El director seleccionó a Turturro para el rol debido a la cercana conexión que este tenía con la cultura italiana, además de sus habilidades como actor. «En sus interpretaciones, hay siempre un componente de locura que aprecio», afirmó Moretti.
Paralelamente, durante mayo de 2015, trabajó en el histórico teatro New York City Center en la obra musical Zorba!, basada en la novela Zorba, el griego y ambientada en un pueblo de Creta en los años 1920. Turturro, interpretando a Zorba, encabezó el reparto junto a Zoë Wanamaker, y aunque algunas críticas desestimaron su rol como cantante, aprobaron su interpretación. El New York Post comentó que Turturro demostró «más entusiasmo del que ha mostrado en años» en el enfoque de su personaje y opinó que realizar un musical «rejuveneció» al actor.
A mediados de 2016 volvió a la televisión como protagonista de The Night Of, una miniserie de HBO donde interpreta a John Stone, un abogado de Nueva York. En un principio el papel iba a ser interpretado por James Gandolfini, tras su muerte fue reemplazado por Robert De Niro quien tuvo que abandonar el papel debido a conflictos con su agenda. Finalmente Turturro se quedó con el papel. Para prepararse para el personaje, asistió a audiencias en tribunales y charlas con abogados. La revista The New Republic describió al personaje de Turturro como «tonos de brusquedad, desencanto, sensibilidad, agotamiento e idealismo» y añadió que es capaz de «encarnar las aparentes contradicciones que la serie misma busca explorar». Otros medios elogiaron sus logros en el papel de John Stone, como USA Today que mencionó que el personaje «se vuelve tan suyo que no puedes imaginar a nadie más en él» y Los Angeles Times que se refirió a Turturro como «no solo un actor sino un artista» y calificó su actuación como «casi insoportablemente espléndida». Por su trabajo en The Night Of, el actor recibió candidaturas a los premios Globo de Oro, SAG y Emmy en la categoría de mejor actor de miniserie o telefilme. Su siguiente proyecto cinematográfico fue Manos de piedra, una biopic sobre el mundo del boxeo, donde a pedido de Robert De Niro hizo un cameo en el papel del gánster Frankie Carbo. Sobre su participación en la cinta, la revista Variety escribió que su «actuación es tan comedida que desearías que interpretase siempre gángsters tranquilos».
Con participaciones en la comedia Landline, el cortometraje Hair o su regreso a la saga de Transformers con Transformers: el último caballero, Turturro además coprotagonizó junto a Julianne Moore la comedia dramática Gloria Bell. Aunque la crítica elogió ampliamente el papel de Moore como una mujer divorciada de mediana edad, el papel de Turturro no pasó desapercibido. Escribiendo para The Guardian, Peter Bradshaw sostuvo que «aquí hay una excelente actuación de Moore y una igualmente buena de Turturro». Para Variety «Turturro es una revelación, encargándose de un papel frustrante». En 2019, se transmitió una adaptación para la televisión de la novela histórica El nombre de la rosa de Umberto Eco, con Turturro como Guillermo de Baskerville. También participó como guionista y productor ejecutuvo.

### Década de 2020
A continuación hizo del jefe de la mafia Carmine Falcone en The Batman (2022). A su vez coprotagonizó la serie de suspenso psicológico y ciencia ficción Severance (2022), recibiendo la aprobación de la crítica cinematográfica y candidaturas a múltiples galardones, incluyendo el Globo de Oro, Primetime Emmy, Saturn y SAG.

## Carrera como director, productor y guionista
Su primer largometraje como director fue Mac (1992), un drama que escribió basándose en la vida de su padre, Nicola «Nicholas» R. Turturro (1925-1988), a quien además fue dedicada la cinta. Ambientada en Queens en los años 1950 acerca de una familia de clase trabajadora, Mac fue realizada de forma independiente y le llevó doce años llevar a la luz el proyecto. En un principio, se trató de una obra y más tarde se transformó en un guion; después de su éxito como actor, le fue posible conseguir financiación para realizar la película, e incluso invirtió dinero propio en la producción —como preparación, realizó una versión cortometraje de Mac—. Originalmente, Turturro no iba a dirigirla y tenía la intención de que Martin Scorsese lo hiciera, quien en ese momento estaba ocupado con demasiados proyectos. Durante la preproducción, le mostró el guion y pidió consejos a directores con quienes había trabajado previamente: Spike Lee, los hermanos Coen y Scorsese. Mac recibió críticas positivas y Turturro se llevó el premio Caméra d'or en Cannes.

Mi padre era constructor. No se habían hecho jamás películas sobre constructores. Siempre se trataban sobre gangsters, criminales o abogados.
Turturro sobre Mac.

Después de realizada su primera película, recibió ofertas para adaptar al cine el libro Women de Charles Bukowski y para actuar y dirigir en la primera temporada de Los Soprano, pero no se involucró en ninguno de los proyectos. Su labor como director continuó con Illuminata (1998), basada en la obra de Brandon Cole, acerca de un grupo teatral de Manhattan a principios del siglo xx. Para el reparto contó con actores de la talla de Christopher Walken, Susan Sarandon, Ben Gazzara y con su esposa, Katherine Borowitz, haciendo el papel de la amante del protagonista, Tuccio (interpretado por él mismo), un dramaturgo que lucha para poder exhibir su última obra. Al igual que en Mac, Turturro coescribió el guion junto a Brandon Cole. Aunque la película no fue tan bien recibida por la crítica como su debut, algunas reseñas elogiaron su trabajo detrás de cámaras.
Su tercer largometraje fue Romance & Cigarettes, escrito por él mismo, contó con un gran reparto y fue producido por los hermanos Coen. Los Coen lo ayudaron a conseguir financiación y en el montaje de la película. También hicieron algunas sugerencias acerca del casting, como la de James Gandolfini, uno de los protagonistas. Turturro describió el filme como «una indecente historia de amor rodeada de elementos musicales y fantásticos. Es como una mezcla entre Charles Bukowski y Bruce Springsteen. Cuando la gente ya no puede expresarse hablando, se expresa con canciones desde su subconsciente». La película fue estrenada en los festivales de Venecia y Toronto en 2005, pero debido a problemas relacionados con la distribución, no llegaría a los cines estadounidenses hasta el año 2007. En 2007 dirigió una obra off-Broadway llamada A Spanish Play de Yasmina Reza, con Katherine Borowitz dentro del elenco. Anteriormente había dirigido Amor de don Perlimplín con Belisa en su jardín de Lorca y Cavalleria rusticana de Giovanni Verga, además de algunas obras durante la universidad. En 2011 debutó en Broadway como director con Relatively Speaking, tres obras de un acto escritas por Elaine May, Ethan Coen y Woody Allen, quien sugirió a Turturro como director.
En 2008 fue productor ejecutivo del documental Beyond Wiseguys: Italian Americans & the Movies, acerca de la presencia de actores de origen italiano en el cine. Al año siguiente participó de otro proyecto personal, escribió y produjo el documental Prove per una tragedia siciliana, estrenado en el Festival de cine de Venecia de 2009. El documental muestra un viaje personal entre las tradiciones sicilianas y los orígenes de su familia materna. En el trayecto participan el escritor Andrea Camilleri y Gioacchino Lanza Tomasi entre otros. A continuación comenzó a trabajar en otro proyecto relacionado con la cultura italiana, escribió y dirigió el documental Passione, una mirada a las tradiciones y herencia musical de Nápoles, y su influencia en el resto del mundo. Turturro descubrió Nápoles actuando en dicha ciudad en una obra del dramaturgo Eduardo De Filippo, Souls of Naples (Questi Fantasmi), y se propuso hacer un documental sobre esa ciudad al estilo Buena Vista Social Club. Explicó que estos proyectos lo ayudarían a investigar sus raíces, y declaró: «Cuando envejeces un poco, tienes una relación complicada con tu otro país de origen. Siendo estadounidense te das cuenta de cuán anglificado estás; es bueno encontrar un poco de balance en tu vida». Passione fue proyectada en varios festivales de cine durante 2010 y 2011, y recibió críticas positivas. Durante 2011 dirigió la obra Fiabe italiane, basada en un libro de cuentos folclóricos escrito por Italo Calvino, presentada en Nápoles, Turín y Milán.
Su quinto largometraje como director, Fading Gigolo, fue estrenado en el Festival Internacional de Cine de Toronto en 2013. Protagonizó la película junto a Woody Allen, quien interpretó a un proxeneta principiante que supervisa el trabajo sexual del personaje interpretado por Turturro. En una entrevista ese año, expresó su intención de provocar un paralelismo entre el trabajo sexual y la actuación, explicando que la actuación es un «negocio de servicio» en donde los actores «actúan de acuerdo a los deseos y fantasías de la gente». Fading Gigolo llegó a los cines en 2014 y recibió críticas mixtas. Al año siguiente, viajó a Río de Janeiro para filmar el cortometraje Quando não há Mais Amor que formó parte de la antología Rio, Eu Te Amo. El corto fue escrito por Turturro basándose en una canción de Vanessa Paradis y fue protagonizado por la brasileña Camila Pitanga, Paradis y él mismo.
Durante el Festival de cine de Tribeca de 2017, Turturro estrenó un cortometraje titulado Hair, que escribió y protagonizó junto a Bobby Cannavale, el cual presenta un diálogo improvisado entre ambos actores acerca del cabello masculino. En 2019 estrenó el largometraje The Jesus Rolls en el Festival de Cine de Roma, realizando una nueva versión del filme francés Les valseuses y, al mismo tiempo, un spin-off de su personaje en El gran Lebowski, Jesus Quintana. El periódico Toronto Star afirmó: «John Turturro pensó que Quintana tenía potencial para un largometraje y así, décadas más tarde, llega The Jesus Rolls, que no demuestra que tuviese razón». La reacción de Brian Tallerico de RogerEbert.com también fue negativa, comentando que «es difícil hacer que una película sobre molestos vagabundos sea interesante, atrayente o realista, tres palabras que nadie utilizaría para describir este filme».

## Características como actor

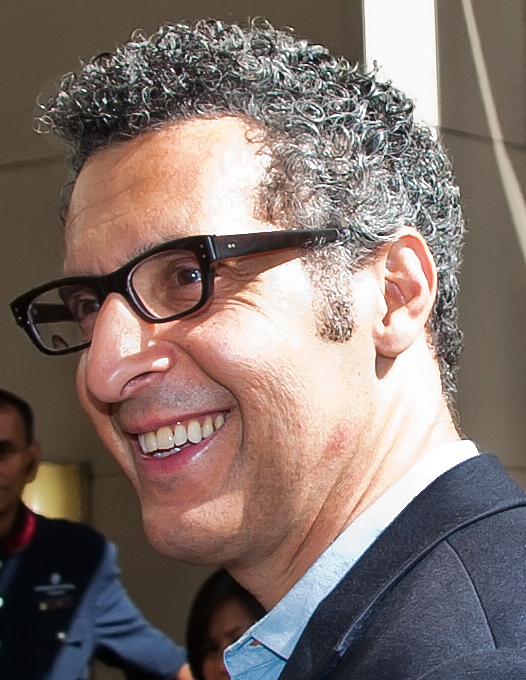
Turturro en el Festival de Cine de Toronto de 2010

Con interpretaciones tanto cómicas como dramáticas, Turturro se transformó en un «icono» del cine independiente estadounidense durante los años 1990. Trabajando incesantemente en producciones independientes y cine de autor, formó parte más de una vez de cintas de Spike Lee y los hermanos Coen, quienes en varias ocasiones han creado personajes exclusivamente para él. «Yo soy el representante caucásico en las películas de Spike Lee», comentó. Aunque en su filmografía predominan las pequeñas y medianas producciones, con el paso de los años ha participado ocasionalmente de blockbusters como Transformers o comedias slapstick junto a Adam Sandler.
A lo largo de su carrera Turturro ha interpretado personajes de variadas etnias y nacionalidades, en múltiples ocasiones de ascendencia italiana y judía, pero también ha hecho personajes de origen ruso, cubano, español, armenio, alemán, palestino, romano, griego y británico. Al mismo tiempo ha experimentado con acentos diferentes al propio (Brooklyn), como en el caso de O Brother, Where Art Thou? y La ventana secreta, donde encarnó personajes de Misisipi. Su cabello ha sido destacado por su versatilidad, en 1991 la revista Newsweek escribió que Turturro «es al cabello lo que Meryl Streep es a los acentos».
Aunque en varias ocasiones ha interpretado personajes antagónicos o excéntricos, ha luchado por no ser estereotipado en ciertos papeles. «Le dije que no a varios papeles de tipo malo», explicó. «Cuando la gente habla de ti quiere encasillarte». El crítico de cine Roger Ebert describió su estilo como «torpe e introspectivo» y agregó: «Es efectivo haciendo personajes simples, pero después cambia e interpreta a alguien listo o muy complejo, y te das cuenta de que las apariencias pueden engañar». Otro crítico, el británico David Thomson, comparó la «brillantez estrafalaria» de sus actuaciones con la de los actores Peter Lorre y Warren Oates. También es notable por su extenso estudio previo acerca de los personajes que interpreta y su uso de emociones y experiencias reales para meterse en sus roles.

## Influencias
De niño, sus primeras influencias fueron Burt Lancaster, Kirk Douglas, James Cagney y Edward G. Robinson y El Zorro. Una cinta que lo cautivó durante su niñez fue On the Waterfront, protagonizada por Marlon Brando. «No existían cosas como el VHS o el DVD, grabé el audio en cassette. Solía escucharla una y otra vez», recordó el actor. En su casa, desarrolló el talento para la interpretación, imitando a Edward G. Robinson y James Bond. Turturro declaró que aprendió de su padre «todo» lo que sabe sobre actuación. «Era una casa estupenda para crecer si querías ser actor. Vivías segundo a segundo, había mucho humor negro».

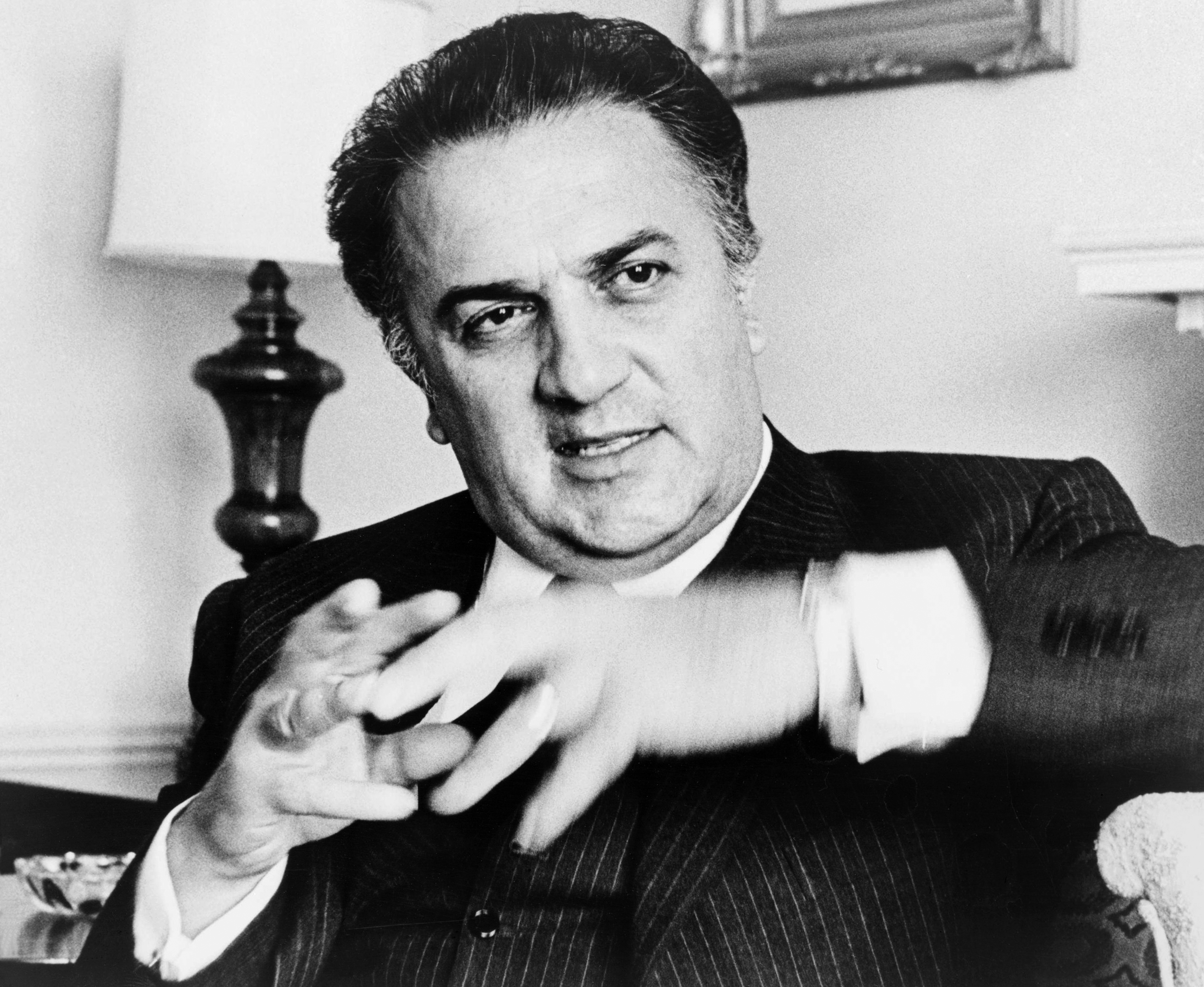
Federico Fellini, director que inspiró a Turturro.

A los 18 años de edad vio su primera película de Federico Fellini, y con el paso de los años y después de ver Amarcord, I vitelloni y Las noches de Cabiria, se volvió uno de sus realizadores favoritos. Turturro admitió la influencia de Fellini en su tercer largometraje como director, Romance & Cigarettes, donde conviven situaciones sensibles y ridículas. Otro de los nombres que ha citado a como influencia es el de Martin Scorsese, y ha elogiado el trabajo de actores contemporáneos a él como Ralph Fiennes, Gary Oldman, George Clooney, Anthony Hopkins y Steve Buscemi.
La música es un elemento importante en cada uno de sus trabajos como director, de forma más notable en el semimusical Romance & Cigarettes, película influenciada por la música que solía escuchar de niño. «Era incesante y ecléctica, desde ópera pasando por Tom Jones, Frank Sinatra y Jimi Hendrix», comentó. Acerca del lenguaje utilizado por algunos de los personajes de la cinta, Turturro señala a su padre: «mi padre era muy malhablado [...] así que siempre he tenido una especie de aprecio por ese tipo de lenguaje». Desde que comenzó a familiarizarse con sus raíces durante el rodaje de El siciliano (1987) en Sicilia, su ascendencia italiana ha sido relevante durante su carrera tanto delante como detrás de cámaras.

## Vida privada
En 1985 se casó con la actriz Katherine Borowitz, a quien conoció en la Yale Drama School. El matrimonio tuvo dos hijos: Amedeo Turturro (n. 1990) y Diego Turturro (n. 2000); Amedeo nació durante el rodaje de Barton Fink y fue llamado así en honor al artista italiano Amedeo Modigliani. Su hermano mayor, Ralph Turturro, se dedica al arte, y su hermano menor, Nicholas Turturro, también es actor. «Tiene mucho talento, pero no sé si en algún momento va a sacar de él todo lo que realmente puede», dijo Turturro sobre su hermano menor. La actriz Aida Turturro es su prima. Aunque recibió una educación católica, no se considera religioso.
En 1988 se mudó de vuelta a Brooklyn y vive junto a su esposa en el barrio Park Slope. Acerca de su día a día y la relación con la gente, comentó: «Trato de ir en el metro y leer el periódico. Algunos días son más difíciles que otros. La mayoría del tiempo la gente es muy respetuosa». Tiene su propia compañía de producción, llamada Humperdink Productions, ubicada en Little Italy, Manhattan. Turturro es un ávido seguidor de los New York Yankees, al igual que su hermano, Nicholas, y hasta la actualidad, continúa practicando baloncesto ocasionalmente. Además es aficionado a la cocina, la música (ha tocado la batería durante años) y estudió danza. En 2011, recibió la ciudadanía y el pasaporte italiano. Su apellido en su idioma original, según él, podría significar «tortuoso».
Tras trabajar con Woody Allen en Fading Gigolo, en el año 2014 Turturro se refirió a las acusaciones de abuso sexual infantil contra el director, declarando que se trataba de un episodio que «sucedió hace un largo tiempo atrás y habrá gente en ambos lados del diálogo», refiriéndose a Allen como su amigo y mencionando que volvería a trabajar con él. Sin embargo, con el impacto provocado por el movimiento «Me Too», Turturro comentó en una entrevista posterior en 2019: «Conozco a Woody más profesionalmente que personalmente», y agregó: «No me arrepiento de haber trabajado con él porque no sabía nada al respecto, honestamente. Si lo hubiese sabido, no lo hubiese hecho. No hubiese pensado que era una buena idea».

## Filmografía
Películas como actor
- Toro salvaje (1980)
- The Flamingo Kid (1984)
- Desperately Seeking Susan (1985)
- To Live and Die in L.A. (1985)
- Hannah y sus hermanas (1986)
- Gung Ho (1986)
- Off Beat (1986)
- El color del dinero (1986)
- Five Corners (1987)
- El siciliano (1987)
- Do the Right Thing (1989)
- Catchfire (1990)
- Men of Respect (1990)
- Mo' Better Blues (1990)
- Miller's Crossing (1990)
- State of Grace (1990)
- Barton Fink (1991)
- Jungle Fever (1991)
- Brain Donors (1992)
- Mac (1992)
- Being Human (1993)
- Fearless (1993)
- Quiz Show: El dilema (1994)
- The Search for One-eye Jimmy (1994)
- Search and Destroy (1995)
- Unstrung Heroes (1995)
- Clockers (1995)
- Sugartime (1995)
- Girl 6 (1996)
- Box of Moon Light (1996)
- Grace of My Heart (1996)
- La tregua (1997)
- Lesser Prophets (1997)
- Animals with the Tollkeeper (1998)
- El gran Lebowski (1998)
- O.K. Garage (1998)
- He Got Game (1998)
- Illuminata (1998)
- Rounders (1998)
- Cradle Will Rock (1999)
- Summer of Sam (1999)
- Company Man (2000)
- O Brother, Where Art Thou? (2000)
- Two Thousand and None (2000)
- The Luzhin Defence (2000)
- The Man Who Cried (2000)
- Monkeybone (2001)
- Thirteen Conversations About One Thing (2001)
- Monday Night Mayhem (2002)
- Collateral Damage (2002)
- Mr. Deeds (2002)
- Fear X (2003)
- Anger Management (2003)
- Ore 2: Calma piatta (2003)
- Opopomoz (2003)
- Secret Passage (2004)
- La ventana secreta (2004)
- 2BPerfectlyHonest (2004)
- She Hate Me (2004)
- The Moon and the Son: An Imagined Conversation (2005)
- Romance & Cigarettes (2005)
- Quelques jours en septembre (2006)
- El buen pastor (2006)
- Slipstream (2007)
- Transformers (2007)
- Margot at the Wedding (2007)
- Joulutarina (2007)
- What Just Happened (2008)
- You Don't Mess with the Zohan (2008)
- Miracle at St. Anna (2008)
- The Taking of Pelham 123 (2009)
- Transformers: la venganza de los caídos (2009)
- The Nutcracker in 3D (2010)
- Somewhere Tonight (2011)
- Transformers: el lado oscuro de la luna (2011)
- Cars 2 (2011)
- Gods Behaving Badly (2013)
- Fading Gigolo (2013)
- God's Pocket (2014)
- Exodus: Gods and Kings (2014)
- Rio, Eu Te Amo («Quando não há Mais Amor») (2014)
- Tempo instabile con probabili schiarite (2015)
- Mia madre (2015)
- The Ridiculous 6 (2015)
- Manos de piedra (2016)
- Landline (2017)
- Hair (2017)
- Transformers: el último caballero (2017)
- A Magical Holiday (2017)
- Gloria Bell (2018)
- The True Adventures of Wolfboy (2019)
- The Jesus Rolls (2019)
- The Batman (2022)
- Pinocho de Guillermo del Toro (2022)
- La habitación de al lado (2024)

## Premios y nominaciones
Su actuación en Barton Fink le valió el premio del Festival de Cannes al mejor actor y el Premio David di Donatello al mejor actor extranjero. En la misma época, recibió el premio Caméra d'or en Cannes a la mejor ópera prima por su dirección en Mac. Más tarde, recibió nominaciones a los premios Globo de Oro y SAG por su rol en Quiz Show: El dilema. En 2004, Turturro obtuvo el Premio Primetime Emmy como mejor actor invitado en la serie de televisión Monk. También recibió premios por parte de organizaciones como los Premios Gotham y festivales de cine internacionales como Sundance, Taormina, Berlín, Venecia y Karlovy Vary, entre otros.